# 유엔 라디오

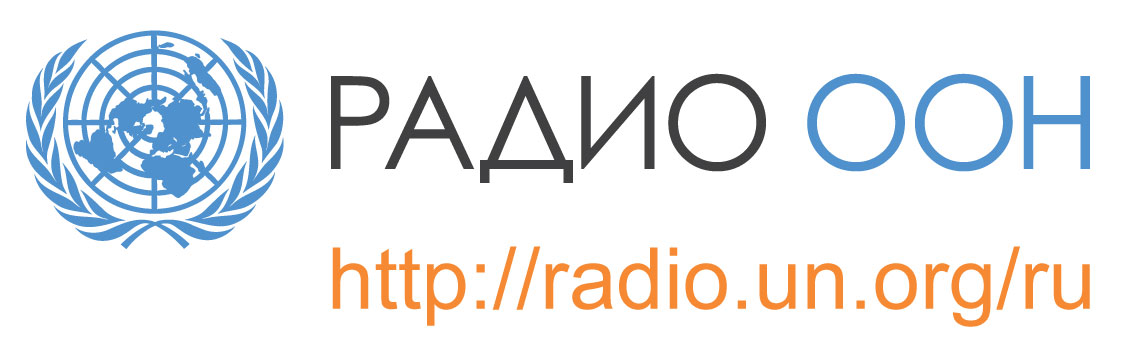

유엔 라디오(United Nations Radio)는 유엔에서 운영, 방송하는 국제 라디오 방송국이다. 1946년에 설립되었다. 인터넷과 단파방송으로 들을 수 있다. 단파방송은 영어, 아랍어, 프랑스어만 운영하고 있다.

## 방송 주파수
- 2007년 현재.

| 협정 세계시 | 단파 주파수           | 언어     | 요일  |
| 17:30-17:45 | 7170, 9565, 17810 kHz | 영어     | 월~금 |
| 18:30-18:45 | 7260 kHz              | 아랍어   | 월~금 |
| 19:00-19:15 | 5970, 15240 kHz       | 프랑스어 | 월~금 |

## 방송 언어
- 영어
- 아랍어
- 프랑스어
- 러시아어
- 스페인어
- 중국어
  - 이외에도 포르투갈어, 스와힐리어, 벵골어 홈페이지가 있다.
  - 단파방송은 영어, 아랍어, 프랑스어로만 방송한다.

## 같이 보기
- 유엔